# David Rees Snell

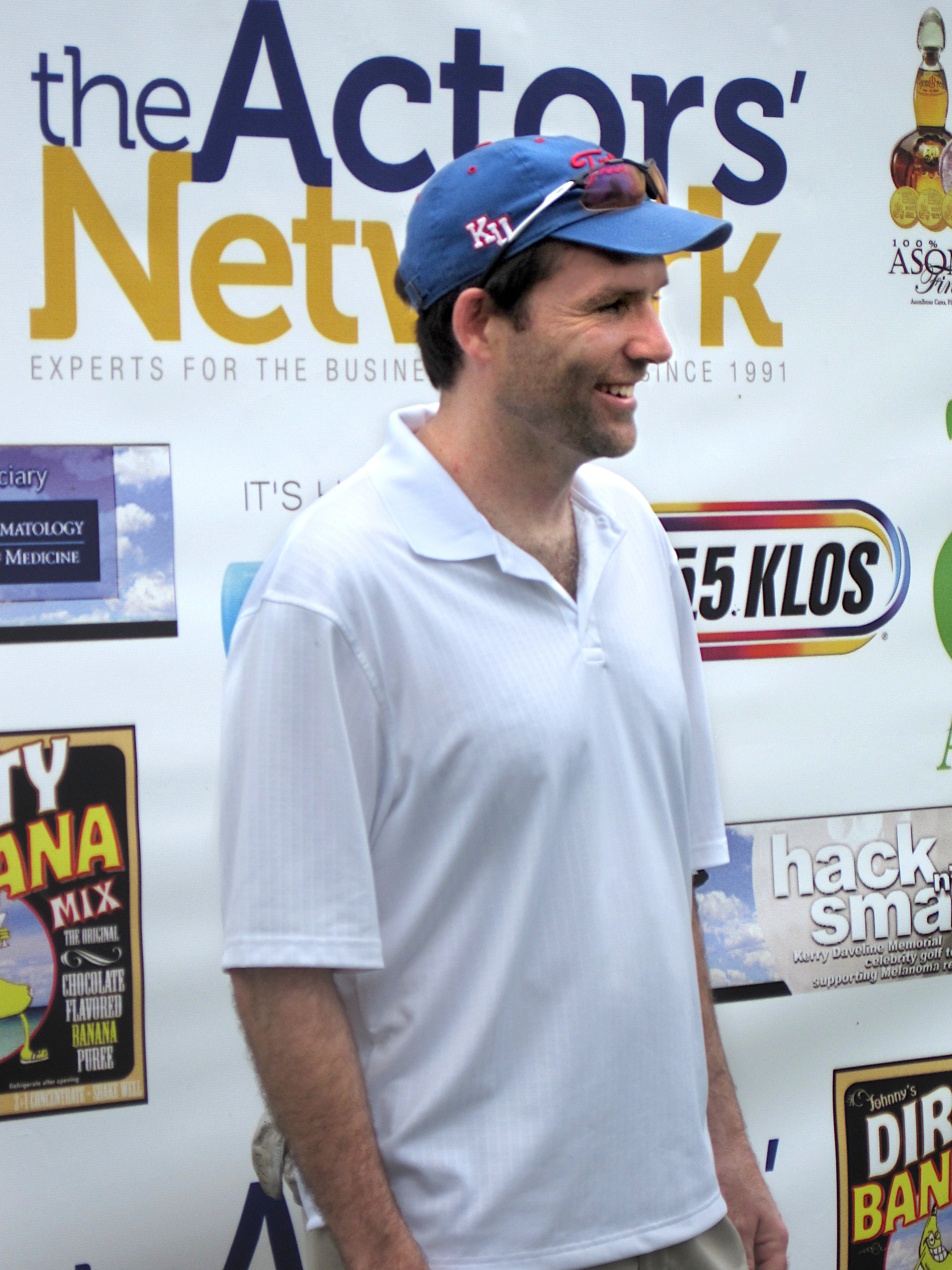
David Rees Snell (2011)

David Rees Snell (* 20. August 1966 in Wichita, Kansas) ist ein US-amerikanischer Schauspieler.

## Leben
Nachdem David Rees Snell früh den Wunsch hatte, Darsteller zu werden, besuchte er die staatliche University of Kansas in Lawrence. Dort studierte er Theater. Ende der 1980er Jahre zog Snell nach Los Angeles und spielte an kleinen Theatern. Dort lernten Jay Karnes und er Shawn Ryan, den Erfinder der US-Fernsehserie The Shield – Gesetz der Gewalt kennen, welcher eines der Theaterstücke inszenierte, in denen beide mitspielten.
Als die Angebote für ihn spärlicher wurden, kehrte Snell nach Wichita zurück und wirkte in Industrie- und Werbefilmen mit. Danach zog er nach Kansas City, wo er eine kleine Rolle in dem US-Fernsehfilm Truman ergattern konnte. Sein darin improvisierter Dialogsatz wurde allerdings nachträglich aus dem Film herausgeschnitten. 2001 zog Snell wieder nach Los Angeles, da er es trotz beruflicher Rückschläge weiter mit der Schauspielerei versuchen wollte. Nachdem er ab Mitte der 1990er Jahre in wenigen Kurz- und Fernsehfilmen mitgewirkt hatte, erhielt er 2002 eine Hauptrolle in der US-Fernsehserie The Shield. Durch seine Rolle als zurückhaltender Detective Ronnie Gardocki erlangte er größere Bekanntheit.
Seine Rolle war allerdings anfänglich nicht in der vorliegenden Form vorgesehen. Als sich der US-Fernsehsender FX Networks der Serie annahm und Shawn Ryan Snell anrief, wurde dieser zunächst als Nebendarsteller engagiert. Man legte ihm dabei offenherzig dar, dass man keine Pläne mit seinem Charakter habe, zumal er auch erst in letzter Minute zu der schon umfangreichen Besetzung stieß. Ryan vermittelte Snell, dass die Rolle das Beste sei, was er für ihn tun könne, zumal das magere Budget auch keine weitere Sprechrolle zulasse. Aber nachdem Snell bereits in einigen Folgen mitgewirkt hatte, wurde er festes Mitglied des in der Serie vorkommenden Strike Teams und wirkte in fast allen Episoden mit. Auch sein Name wurde im Vorspann aufgeführt. Außerdem fand sich unter den Fans der Serie eine große Anhängerschaft für die von ihm dargestellte Figur.
Snell ist auch als Synchronsprecher tätig, so lieh er Charakteren in Kurzfilmen, Computer- und Videospielen seine Stimme.

## Filmografie (Auswahl)
- 1995: Truman – Der Mann, der Geschichte schrieb (Truman, Fernsehfilm)
- 1998: Monday After the Miracle (Fernsehfilm)
- 1999: Wer mit dem Teufel reitet (Ride with the Devil)
- 2002–2008: The Shield – Gesetz der Gewalt (The Shield, Fernsehserie, 83 Folgen)
- 2006: Desolation Canyon (Fernsehfilm)
- 2008: Exit Speed
- 2008–2009: The Unit – Eine Frage der Ehre (The Unit, Fernsehserie, sechs Folgen)
- 2009: Numbers – Die Logik des Verbrechens (NUMB3RS, Fernsehserie, eine Folge)
- 2009: Das Haus der Verfluchten (The Beacon)
- 2011: Leverage (Fernsehserie, Folge 4x08)
- 2011: Navy CIS (Fernsehserie, Folge 9x10)
- 2011: Sons of Anarchy (Fernsehserie, 8 Folgen)
- 2012–2013: Last Resort (Fernsehserie, 9 Folgen)
- 2017: Major Crimes (Fernsehserie, 5 Folgen)
- 2017–2024:S.W.A.T. (Fernsehserie)

## Videospiele (Auswahl)
- 2005: Tom Clancy’s Ghost Recon: Advanced Warfighter (Stimme)
- 2005: Call of Duty 2 (Stimme)
- 2007: Tom Clancy’s Ghost Recon: Advanced Warfighter 2 (Stimme)
- 2008: Need for Speed: Undercover (Stimme)
- 2010: Call of Duty: Black Ops (Stimme)